# Harriet Campbell Foss
Harriet Campbell Foss (1860 - 29 de junio de 1938) fue una pintora estadounidense. 

## Biografía
Foss nació en Middletown, Connecticut, hija de Archibald Campbell Foss, un ministro metodista que enseñó en la Universidad Wesleyan y que murió en 1869 mientras la familia viajaba por Europa, razón por la que la madre regresó con los tres hijos a los Estados Unidos. Foss se graduó en la Wilberham Academy y asistió al Smith College durante un año, antes de continuar su educación artística en la Cooper Union, tiempo durante el cual también estudió con J. Alden Weir. A finales de la década de 1880 vivió durante cinco años en París, estudió allí con Alfred Stevens y asistió a las clases de William Bouguereau en la Academia Julian y a las de Gustave Courtois en la Academia Colarossi. 
Se sabe que expuso en el Salón de París ya en 1887, apareciendo allí nuevamente en 1892 antes de su regreso a Nueva York. También presentó pinturas a la Academia Nacional de Dibujo para su exposición en 1890 y 1892, firmando la última obra como "H. Campbell Foss" en un intento por ocultar su sexo. Enseñó dibujo y pintura en el Women's College of Baltimore, actual Goucher College, desde 1892 hasta 1895; En 1899, mostró una obra en la Royal Academy de Londres. Foss exhibió su trabajo en el Pabellón de Bellas Artes de la Exposición Mundial Colombina de 1893 en Chicago, Illinois. En 1900 exhibió una pieza en la Exposición Universal de París. 
A partir de 1905, Foss mantuvo su estudio en Nueva York y su casa en Stamford, Connecticut; en 1909 se mudó a Darien, colaborando activamente en la Seven Arts League. Murió en su casa en Darien, quedando su hermana Caroline Foss como superviviente de su legado. Durante su carrera trabajó con óleos y pasteles.
 

Una pintura de 1892 de Foss, The Flower Maker, fue incluida en la exposición inaugural del Museo Nacional de Mujeres Artistas, American Women Artists 1830–1930, en 1987. 

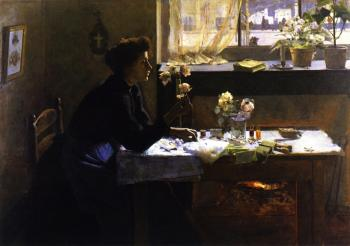
The Flower Market de Harriet Campbell Foss, 1892